# 羅伯獎
羅伯獎（丹麥語：Robert），又稱作丹麥金像獎，是丹麥的電影獎項，由丹麥電影學院所頒發，得獎者是由學院成員投票所決定的，頒給前一年傑出的電影工作者。羅伯獎的名稱來自於丹麥雕塑家羅伯傑各布森（Robert Jacobsen）。

## 主要頒發獎項
- 最佳丹麥電影
- 最佳導演
- 最佳女主角
- 最佳男主角
- 最佳女配角
- 最佳男配角
- 最佳原創劇本
- 最佳攝影
- 年度電影音樂
- 年度電影歌曲
- 年度服裝設計
- 年度音效
- 最佳丹麥兒童電影
- 年度短片
- 年度美國電影
- 年度非美電影
- 羅伯成就獎

## 另見
- 波迪獎：另一個丹麥電影獎項